# Evergrace
Evergrace (エヴァーグレイス) est un jeu vidéo de type action-RPG développé et édité par FromSoftware, sorti en 2000 sur PlayStation 2.
Il a pour suite Forever Kingdom (en).

## Accueil
- Jeuxvideo.com : 12/20[1]